# جهان‌آباد (بروجرد)
شهرک شهید کشوری ، یکی از محله های شهر بروجرد است که در جنوب شرقی این شهر و در مجاورت میدان آیت‌الله بروجردی و جاده بروجرد-اراک قراردارد. این منطقه از شرق نیز به جاده بروجرد-دورود و خرم آباد محدود می‌شود.
این شهرک در سال 1402 به محدوده شهر بروحرد الحاق شده

## جستار وابسته
- فهرست روستاهای استان لرستان